# جایزه بزرگ هلند ۱۹۶۱
جایزه بزرگ هلند ۱۹۶۱ (انگلیسی: ‎1961 Dutch Grand Prix‎) یک مسابقهٔ موتوری در رشتهٔ اتومبیل‌رانی فرمول یک بود که در تاریخ ۲۲ مهٔ ۱۹۶۱ در پیست زاندفورت واقع در زاندفورت، هلند برگزار شد. این گراند پری در میان ۸ گراند پری در فصل ۱۹۶۱، مسابقهٔ شمارهٔ ۲ بود.
در این مسابقه که در ۷۵ دور و به مسافت ۳۱۴٫۴۷ کیلومتر (۱۹۵٫۴۰۳ مایل) برگزار شد، پول پوزیشن توسط فیل هیل کسب شد و سریع‌ترین زمان برای طی یک دور پیست که برابر با ۱:۳۵٫۵ بود نیز توسط جیم کلارک به ثبت رسید.
ولفگانگ فون تریپس از تیم فراری، فیل هیل از تیم فراری و جیم کلارک از تیم لوتوس-کلیمکس به‌ترتیب مقام‌های اول تا سوم مسابقه را کسب کردند.

## رده‌بندی قهرمانی پس از مسابقه
|       | جایگاه | راننده            | امتیاز |
| ----- | ------ | ----------------- | ------ |
|       | ۱      | استیرلینگ ماس     | ۱۲     |
| ۲     | ۲      | ولفگانگ فون تریپس | ۱۲     |
|       | ۳      | فیل هیل           | ۱۰     |
| ۲     | ۴      | ریچی گینتر        | ۸      |
| ۵     | ۵      | جیم کلارک         | ۴      |
| منبع: |        |                   |        |

|       | جایگاه | سازنده       | امتیاز |
| ----- | ------ | ------------ | ------ |
| ۱     | ۱      | فراری        | ۱۴     |
| ۱     | ۲      | لوتوس-کلیمکس | ۱۲     |
|       | ۳      | پورشه        | ۲      |
|       | ۴      | کوپر-کلیمکس  | ۲      |
| منبع: |        |              |        |

یادداشت
- تنها پنج جایگاه نخست از هر رده‌بندی نمایش داده شده‌است.